# Пикей
«Пикей», альтернативное название «Гость» (англ. PK) — индийская научно-фантастическая комедия, снятая режиссёром Раджкумаром Хирани в 2014 году на языке хинди. Сюжет рассказывает об инопланетянине, прибывшем на землю и втянутом в противостояние с религиозным гуру. Главную роль в фильме исполнил Аамир Хан, в других ролях снялись Анушка Шарма, Боман Ирани и Санджай Датт.
Фильм был положительно встречен критиками и аудиторией. Общемировые сборы фильма составили более 7 млрд рупий, сделав его самым кассовым фильмом Индии. Картина также принесла создателям две премии Filmfare.

## Сюжет
На территории штата Раджастхан с исследовательской миссией высаживается инопланетянин, выглядящий как обычный человек. Однако первый же встреченный им землянин крадёт у него маячок-ключ от корабля, без которого инопланетянин не сможет вернуться домой.
В то же время в Бельгии индианка Джаггу знакомится с пакистанцем Шарфаразом. Молодые люди начинают встречаться, и Джаггу рассказывает о нём родителям. Её отец просит совета у религиозного лидера Тапасви-джи, и тот предсказывает Джаггу, что Шарфараз её обманет, так как пакистанцы всегда обманывают. Чтобы доказать, что они не правы, Джаггу предлагает Шарфаразу пожениться как можно быстрее. Однако когда она ожидает его в церкви, незнакомый мальчик передаёт ей письмо с извинениями и отказом от свадьбы. Расстроенная Джаггу возвращается в Индию и устраивается работать на телевидение.
Инопланетянин, раздававший в метро розыскные листы на индуистских богов, привлекает её интерес как журналиста. Встретившись позднее, она пытается вызнать его историю, но принимает его за сумасшедшего, когда тот говорит, что он с другой планеты. Однако они вместе оказываются запертыми в камере полицейского участка, и ей приходится дослушать до конца.
Инопланетянин прибыл с планеты, где нет одежды, денег и слов, так как местные жители умеют передавать мысли через прикосновение. На Земле ему пришлось понимать, для чего нужны все эти вещи самому. Из-за его странного поведения люди стали называть его «пикей», что на хинди значит «пьяный». Попав однажды под машину труппы бродячих музыкантов, Пикей подружился с их капельмейстером Бхайроном Сингхом. Поняв, что для общения на Земле нужно знание языка, он попытался выучить его через чтение мыслей. Однако все его попытки взять другого человека за руку индийцы принимали за домогательства. Чтобы поумерить его пыл, Бхайрон отвёл своего друга в бордель, где, продержав одну из проституток за руку шесть часов, тот выучил бходжпури.
Получив возможность общаться, он рассказал Бхайрону о краже, и тот отправил его на поиски вора в Дели. В Дели в ответ на вопросы Пикея об украденной у него вещи люди отвечали, что только бог сможет ему помочь. Попытавшись обратиться за помощью к богу, инопланетянин столкнулся со множеством религий, практикующихся в Индии, и, не зная, какую выбрать, стал поклоняться всем богам по очереди. Когда он почти отчаялся получить помощь от бога, то нашёл свою потерю у Тапасви-джи. Однако тот выдавал странно выглядящий предмет за божественную реликвию и отказался его отдавать.
Получив доказательства того, что Пикей на самом деле может читать мысли, Джаггу пообещала ему помочь вернуть его потерю и вернуться домой. Она же навела его на мысль о «неправильном номере»: что священники, пытаясь связаться с богом, связываются с кем-то другим, кто в шутку предлагает людям выполнять бессмысленные ритуалы, вместо реальной помощи. Джаггу создаёт на основе этой идеи кампанию, в рамках которой призывает индийцев сообщать о подобных случаях. Кампания быстро набирает популярность, подвергая сомнению деятельность священников, в том числе и Тапасви-джи. В это же время Бхайрон сообщает Пикею, что нашёл вора, укравшего ключ от космического корабля и продавшего его Тапасви-джи, и едет с ним в Дели. Однако они оба погибают на глазах у инопланетянина в результате теракта, устроенного на вокзале религиозными фанатиками.
Тапасви-джи вызывает Пикея на диспут в прямом эфире. Чтобы доказать, что Тапасви не имеет прямой связи с богом, Пикей приводит в пример его предсказание на счёт Шарфараза. Он наводит Джаггу на мысль, что полученное ей в церкви письмо не было подписано и передавший его просто перепутал получателя, и убеждает связаться с Шарфаразом. Той удаётся дозвониться до посольства Пакистана в Бельгии, где раньше работал Шарфараз, где секретарь сообщает ей, что тот всё ещё любит её и ждёт её звонка в Лахоре. Посрамлённый Тапасви-джи вынужден вернуть Пикею его имущество.
Год спустя на землю вновь прибывает корабль инопланетян уже с несколькими исследователями, включая Пикея.

## В ролях
- Аамир Хан — Пикей, инопланетянин
- Анушка Шарма — Джагат «Джаггу» Джанани Сахни
- Санджай Датт — Бхайрон Сингх, друг Пикея
- Боман Ирани — Черри Баджва, начальник Джаггу
- Сушант Сингх Раджпут — Шарфараз Юсуф
- Саурабх Шукла[англ.] — гуру Тапасви-джи
- Парикшит Сахни[англ.] — Джайпракаш Сахни, отец Джаггу
- Амардип Джа[англ.] — мать Джаггу
- Сай Гундевар[англ.] — продавец билетов
- Рам Сетхи[англ.] — старик, купивший билет
- Рима Дебнат[англ.] — Пхулджадия, проститутка
- Рохиташ Гауд[англ.] — полицейский
- Анил Манж[англ.] — актёр, играющий Шиву
- Бридендра Кала[англ.] — продавец идолов
- Арун Бали[англ.] — пожилой мужчина в ресторане
- Камлеш Джилл[англ.] — пожилая женщина в ресторане
- Руксар Кабир[англ.] — секретарь в посольстве Пакистана
- Ранбир Капур — инопланетянин

## Саундтрек
| №                   | Название                  | Текст песни         | Музыка              | Исполнители             | Длительность |
| ------------------- | ------------------------- | ------------------- | ------------------- | ----------------------- | ------------ |
| 1.                  | «Tharki Chokro»           | Свананд Киркире     | Аджай-Атул          | Сваруп Хан              | 4:55         |
| 2.                  | «Love Is a Waste of Time» | Амитабх Варма       | Шантану Мойтра      | Сону Нигам, Шрея Гхошал | 4:30         |
| 3.                  | «Nanga Punga Dost»        | Свананд Киркире     | Шантану Мойтра      | Шрея Гхошал             | 4:46         |
| 4.                  | «Chaar Kadam»             | Свананд Киркире     | Шантану Мойтра      | Шаан, Шрея Гхошал       | 4:20         |
| 5.                  | «Bhagwan Hai Kahan Re Tu» | Свананд Киркире     | Шантану Мойтра      | Сону Нигам              | 5:12         |
| 6.                  | «Dil Darbadar»            | Манодж Мунташир     | Анкит Тивари        | Анкит Тивари            | 5:31         |
| 7.                  | «PK Dance Theme»          |                     | Шантану Мойтра      | без вокала              | 2:23         |
| Общая длительность: | Общая длительность:       | Общая длительность: | Общая длительность: | Общая длительность:     | 30:17        |

## Критика
Мартин Цай в рецензии для Los Angeles Times назвал фильм «язвительной, остроумной сатирой на трудную тему организованной религии».
Рейчел Зальц из The New York Times добавила, что Хирани остается отличным рассказчиком, сплетая разрозненные сюжетные линии в убедительное, удовлетворяющее целое, что является редким подвигом для Болливуда.
Лиза Церинг в отзыве для The Hollywood Reporter отметила, что фильм ловко высмеивает слабости землян — особенно их враждующих религий — с теплотой и состраданием, и проливает свет на противоречия строгих, но неписаных социальных правил Индии.
Анил Синанан из Time Out написал: «спектакли безупречны, и Хан еще раз доказывает, что он самый универсальный и умный индийский актер своего поколения. В результате это, вероятно, лучший мейнстримовый фильм на хинди 2014 года».

## Награды
Filmfare Awards
- Лучший сценарий — Абхиджат Джоши и Раджкумар Хирани
- Лучшие диалоги — Абхиджат Джоши и Раджкумар Хирани

IIFA Awards
- Лучшая режиссура — Раджкумар Хирани
- Лучшие диалоги — Абхиджат Джоши и Раджкумар Хирани

Screen Awards
- Лучшие диалоги — Абхиджат Джоши и Раджкумар Хирани
- Лучший художник по костюмам — Маноши Натх и Риши Шарма

Producers Guild Film Awards
- Лучший фильм
- Лучшая режиссура — Раджкумар Хирани
- Лучшие диалоги — Абхиджат Джоши и Раджкумар Хирани